# حلوف (حريضة)

'

تعديل مصدري - تعديل

حلوف هي إحدى قرى عزلة حريضة بمديرية حريضة التابعة لمحافظة حضرموت، بلغ تعداد سكانها 223 نسمة حسب تعداد اليمن لعام 2004.